# Trogoderma glabrum
Trogoderma glabrum är en skalbaggsart som först beskrevs av Herbst 1783.  Trogoderma glabrum ingår i släktet Trogoderma och familjen ängrar. Arten är reproducerande i Sverige. Inga underarter finns listade i Catalogue of Life.

## Bildgalleri

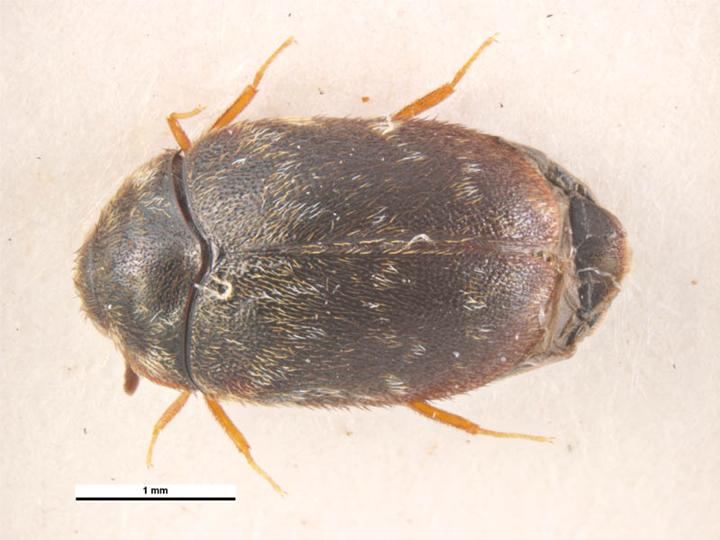
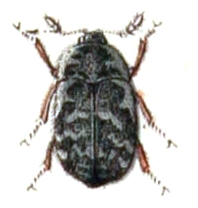